# Eugène Dupréel
Eugène Dupréel (* 8. Februar 1879 in Mechelen, Belgien; † 14. Februar 1967 in Ixelles, Belgien) war ein belgischer Philosoph. Sein Spezialgebiet bildete die Moralphilosophie. Er war vom Neukantianismus beeinflusst. Von 1945 bis 1946 fungierte Dupréel als Dekan der Faculté de Philosophie et Lettres der Université Libre de Bruxelles.
1927 wurde er korrespondierendes und 1939 volles Mitglied der Académie royale des Sciences, des Lettres et des Beaux-Arts de Belgique.

## Werke
- Histoire Critique de Godefroid le Barbu, duc de Lotharingie, Marquis De Toscane. Universite Libre De Bruxelles. Uccle 1904
- La legende socratique et les sources de Platon. Bruxelles, Editions Robert Sand 1922
- "Le problème sociologique du rire," Revue Philosophiques, vol. CVI (September-October, 1928)
- Traite de Morale. Brüssel: Editions de la Revue de L'Universite de Bruxelles, 1932. 2 Bände. (= Travaux de la Faculte de Philosophie et Lettres de l'Universite de Bruxelles Tome IV)
- La cause et l'intervalle ou ordre et probabilite. Bruxelles 1933. 51 S. (= Archives de la Societe Belge de Philosophie, V/2.)
- Georges Bohn; Georges Hardy; Paul Alphandéry; Georges Lefebvre; Eugène Dupréel: La Foule: exposés. Paris: Alcan, 1934 (Semaine internationale de synthèse; 4)
- Esquisse d'une philosophie des valeurs. Paris: Librairie, 1939
- Le pluralisme sociologique - fondements scientifiques d'une revision des institutions. Bruxelles Office de Publicite 1945 ("Universite Libre de Bruxelles, Institut de Sociologie Solvay. Actualites sociales nouvelle serie" nr. 5)
- Les sophistes; Protagoras, Gorgias, Prodicus, Hippias. Neuchatel / Paris Editions du Griffon / P.U.F. 1948 („Bibliotheque scientifique. 14. Philosophie et histoire“)
- Essais pluralistes. Paris: Presses Universitaires de France. 1949